# Ruisseau des Sauvages
Ruisseau des Sauvages är ett vattendrag i Kanada.   Det ligger i provinsen Québec, i den sydöstra delen av landet, 300 km nordost om huvudstaden Ottawa.
I omgivningarna runt Ruisseau des Sauvages växer i huvudsak blandskog. Trakten runt Ruisseau des Sauvages är nära nog obefolkad, med mindre än två invånare per kvadratkilometer.